# Indústria de brinquedos sexuais na China
A indústria de brinquedos sexuais na China é a maior do mundo. Em 2010, a China possuia mais de mil fabricantes e valor de mercado de cerca de US$ 2 bilhões, com mais de 70% dos brinquedos sexuais do planeta sendo produzidos no país.
De acordo com o China Market Research Centre, a receita gerada pela indústria entre janeiro e maio de 2010 foi de US$ 940 milhões, com os itens mais vendidos sendo de excitação sexual, como camisinhas estimulantes, que na época constituia 25% do mercado. A China também era o líder mundial em fabricação intensa e manual.
De acordo com o Diário do Povo, em 2010 os maiores importadores de brinquedos sexuais da China era a África do Sul, Coreia do Sul e Rússia, com os Estados Unidos importando apenas 2% do volume global.

## Histórico
Produtos adultos, incluindo camisinhas, eram proibidos na China. De acordo com Ma Xiaonian, subdiretor da Associação Sexológica da China, o país é conservador e o mercado se desenvolveu muito após o lançamento da primeira loja sexual em Pequim, 1993. Sexo é um tabu na China e é proibido a divulgação do mercado sexual na mídia, porém desde os anos 2000 há o aumento do interesse em sex shops e brinquedos sexuais, principalmente por parte da geração Y.
Durante a pandemia de COVID-19, as exportações da China recuaram, mas as exportações de brinquedos sexuais aumentou.